# Eugenio Bruni

Eugenio Bruni mit seiner Sturzkappe

Eugenio Bruni, auch Eugène Bruni (* 4. Februar 1884 in Boulogne sur Seine; † 12. Oktober 1956 in Nanterre) war ein italienisch-französischer Radrennfahrer.
Eugenio Bruni wurde in Frankreich als eins von 13 Kindern einer italienischen Familie geboren, die aus Bardi stammte. Er war Profi-Rennfahrer von 1901 bis 1919. 1901 wurde er Dritter der französischen Stehermeisterschaft und bei den UCI-Bahn-Weltmeisterschaften 1908 in Steglitz Vize-Weltmeister in derselben Disziplin. Im Jahre 1902 fuhr er gemeinsam mit Lucien Louvet das erste Zweier-Mannschaftsfahren in Frankreich bei einem Sechs-Stunden-Rennen auf der Buffalo-Radrennbahn in Paris. 
Nach dem tödlichen Sturz des Radrennfahrers Harry Elkes im Jahre 1903 war Bruni einer der ersten Rennfahrer, der eine Sturzkappe trug, die er selbst entwickelt hatte.
Anlässlich des Ersten Weltkriegs stellte sich heraus, dass die Nationalität von Bruni unklar war, weil er sowohl von Italien als auch von Frankreich zum Wehrdienst aufgefordert wurde. Schließlich kämpfte er auf französischer Seite als Soldat, was ihn jedoch nicht daran hinderte, an italienischen Stehermeisterschaften teilzunehmen und auch einen italienischen Rekord aufzustellen. Auch bei den Bahnweltmeisterschaften 1908 war er für Italien gestartet.